# 1934
1934 (MCMXXXIV) a fost un an obișnuit al calendarului gregorian, care a început într-o zi de luni.

## Evenimente

### Ianuarie
- 1 ianuarie: Alcatraz devine închisoare federală.
- 2 ianuarie: Se organizează funeralii naționale prim-ministrului, Ion Gheorghe Duca.
- 3 ianuarie: Gheorghe Tătărescu este numit prim-ministru, care va guverna până la 28 decembrie 1937.
- 4 ianuarie: La conducerea PNL este ales Dinu I.C. Brătianu până în 1947.
- 5 ianuarie: S-a format un guvern liberal condus de Gheorghe Tătărăscu.
- 25 ianuarie: La București se desfășoară vizita Regelui Boris al III-lea al Bulgariei și a Reginei Ioana.

### Februarie
- 9 februarie: Pact balcanic între Iugoslavia, România, Turcia și Grecia, pentru garantarea frontierelor și prevenirea presiunilor germane și ruse.
- 23 februarie: Léopold III devine rege al Belgiei.

### Aprilie

23 aprilie: Se inaugurează Palatul Telefoanelor din București.

- 5 aprilie: Este înființată legația României de la Buenos Aires.
- 23 aprilie: În prezența Regelui Carol al II-lea, este inaugurat Palatul Telefoanelor.
- 29 aprilie: Regele Carol al II-lea aprobă unele dintre punctele programului legionar (desființarea partidelor, a parlamentului etc).

### Iunie

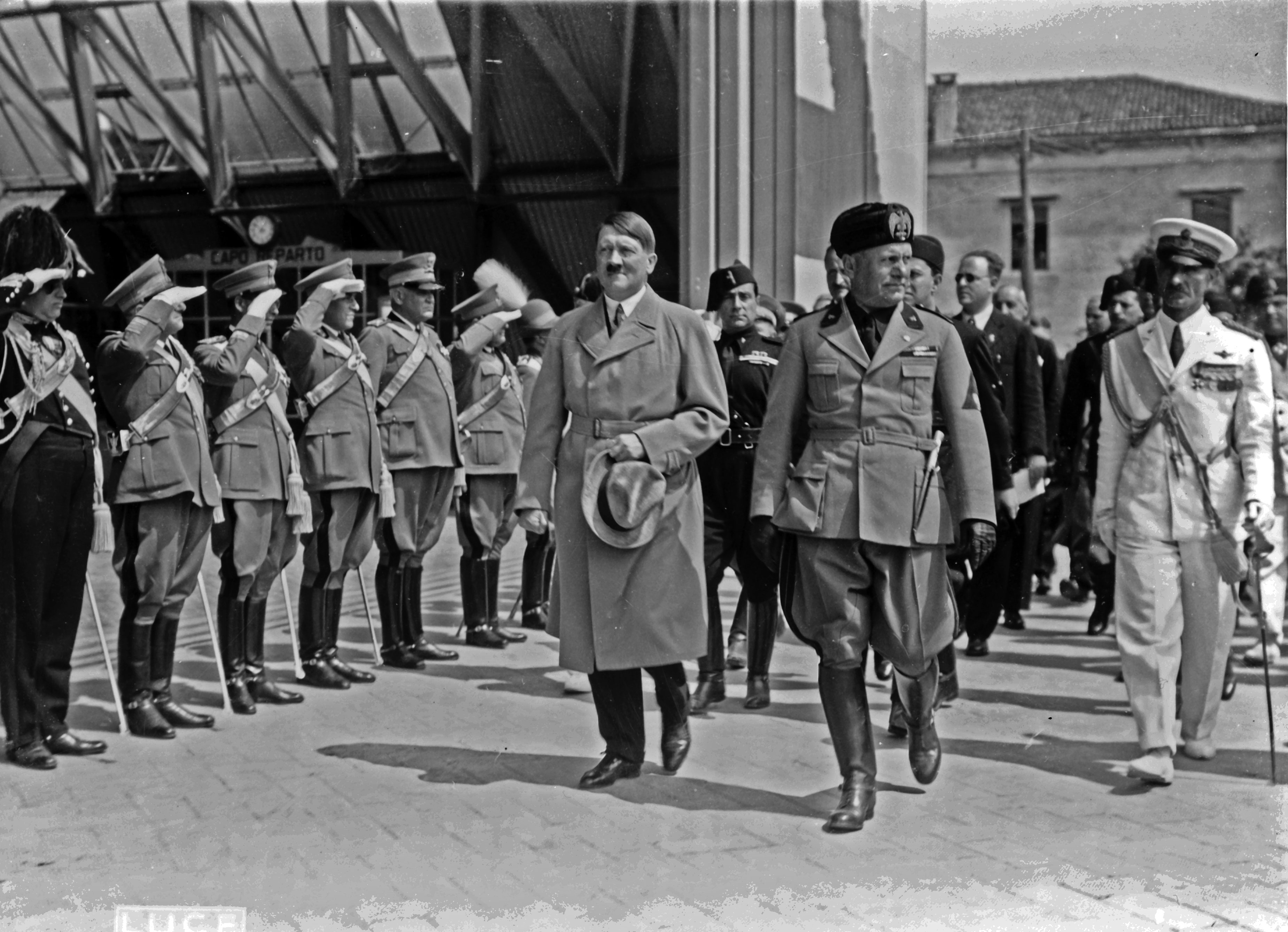
14 iunie: Are loc prima întâlnire dintre Adolf Hitler și Benito Mussolini, la Veneția.

- 9 iunie: În urma convorbirilor purtate între cei doi miniștri de externe și a schimbului de scrisori între Nicolae Titulescu și Maxim Litvinov, în numele celor două guverne, au fost stabilite relații diplomatice între România și URSS.
- 9 iunie: Personajul de desene animate, Donald Duck, creat de Walt Disney, debutează pe ecrane în filmul "Găinușa cea înțeleaptă".
- 12 iunie: La Londra au fost inaugurate trecerile de pietoni.
- 14 iunie: Are loc prima întâlnire dintre Adolf Hitler și Benito Mussolini, la Veneția.
- 20 iunie: Vizita de două zile în România a ministrului de externe francez, Louis Barthou.
- 30 iunie: În Germania Nazistă se desfășoară masacrul împotriva liderilor grupărilor politice rivale (Noaptea cuțitelor lungi).

### August
- 5-12 august: Se desfășoară prima ediție a turului ciclist al României. Câștigător bulgarul Marin Nicoloff.
- 19 august: După moartea președintelui Paul von Hindenburg, Adolf Hitler devine președinte al Reich-ului în urma unui referendum, cu 89% din voturi.

### Octombrie
- 9 octombrie: La Marsilia este asasinat Regele Alexandru al Iugoslaviei împreună cu ministrul de externe francez, Louis Barthou, de către membri ai organizației fasciste croate Ustașa.
- 15 octombrie: Se desființează Republica Sovietică Chineză.

### Decembrie
- 1 decembrie: Asasinarea la Leningrad a secretarului Comitetului Central al Partidului Comunist sovietic, Serghei Kirov. Stalin profită de această ocazie pentru a declanșa o vastă epurare a cadrelor de partid suspectate de opoziție față de regim. Grigori Zinoviev și Lev Kamenev sunt primele victime.
- 3 decembrie: A fost înființat, la București, Spitalul de Urgență, actualul Spital de Urgență Floreasca.
- 9 decembrie: Dinu Lipatti primește Premiul de compoziție „George Enescu” pentru suita simfonică „Șătrarii”.
- 27 decembrie: Persia devine Republica Islamică Iran.

### Nedatate
- februarie: În Lituania sunt interzise toate partidele.
- iulie: România: Se constituie organizația de masă Amicii URSS, creată de Petre Constantinescu-Iași. A fost activă până la 25 noiembrie 1934.
- Se înființează Banca Națională a Canadei.

## Arte, științe, literatură și filozofie
- 1934-1947. Apare la București Revista Fundațiilor Regale, publicație lunară finanțată din fondurile Casei Regale.
- Agatha Christie publică Crima din Orient Express.
- Constantin Noica publică Mathesis sau bucuriile simple.
- Dumitru Roșca publică Existența tragică. Încercare de sinteză filosofică.
- Emil Cioran publică Pe culmile disperării.
- Henry Miller publică Tropicul Cancerului.
- Lucian Blaga publică Censura transcendentă.
- Petre Negulescu publică Geneza formelor culturii.
- Tudor Vianu publică Estetica, Volumul I.

## Nașteri

### Ianuarie

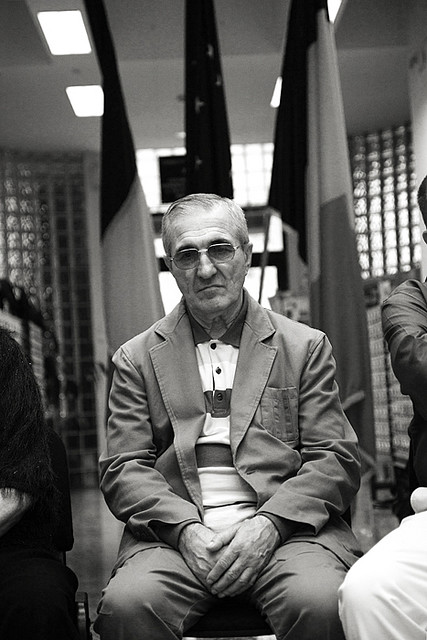
Gheorghe Dinică, actor român de film, teatru, TV și interpret de romanțe
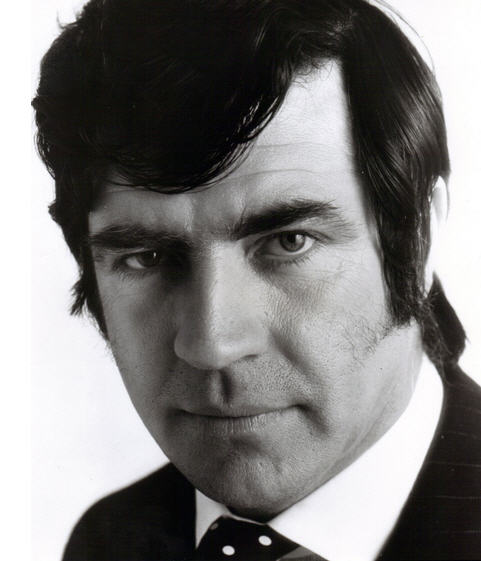
Alan Bates, actor britanic de film
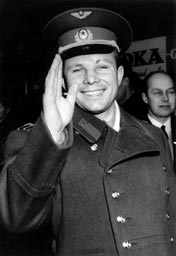
Iuri Gagarin, cosmonaut sovietic
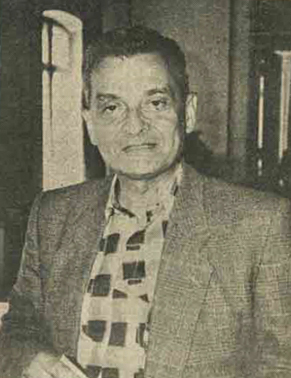
Ion Vianu, medic psihiatru și scriitor român

- 1 ianuarie: Gheorghe Dinică, actor român de film, teatru, TV și interpret de romanțe (d. 2009)
- 4 ianuarie: Rudolf Schuster, al 2-lea președinte al Slovaciei (1999-2004)
- 9 ianuarie: Mircea Tomuș, scriitor român (d. 2022)

### Februarie
- 1 februarie: Nicolae Breban, scriitor român
- 15 februarie: Niklaus Wirth, programator elvețian (d.2024)
- 17 februarie: Alan Arthur Bates, actor britanic de film (d. 2003)
- 18 februarie: Adina Caloenescu, artist plastic român (d. 2011)

### Martie
- 9 martie: Iuri Alekseevici Gagarin, cosmonaut sovietic (d. 1968)
- 20 martie: David Malouf, scriitor australian

### Aprilie
- 3 aprilie: Jane Morris Goodall, specialistă britanică în primatologie
- 15 aprilie: Ion Vianu, medic psihiatru și scriitor român (d.2024)
- 24 aprilie: Shirley MacLaine (n. Shirley MacLean Beaty), actriță americană de film

### Mai
- 12 mai: Lucian Raicu, critic literar român (d. 2006)
- 30 mai: Aleksei Leonov, cosmonaut rus (d. 2019)

### Iunie
- 3 iunie: Andi Andrieș, poet și dramaturg român (d. 2010)
- 6 iunie: Albert al II-lea al Belgiei (n. Albert Félix Humbert Théodore Christian Eugène Marie), rege al Belgiei (1993-2013)
- 11 iunie: Henrik, Prinț Consort al Danemarcei (n. Henri Marie Jean André de Laborde de Monpezat), (d. 2018)
- 15 iunie: Matei Călinescu, critic și teoretician literar român (d. 2009)
- 20 iunie: Cornel Țăranu, compozitor, dirijor și profesor universitar român (d. 2023)
- 21 iunie: Mihail Cibotaru, prozator și publicist din Republica Moldova (d. 2021)

### Iulie

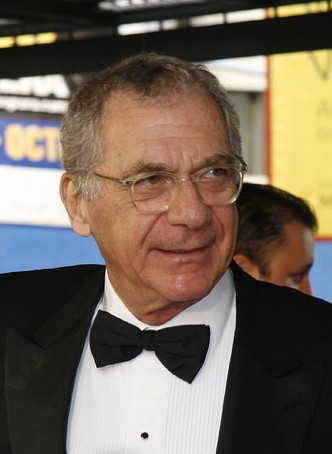
Sydney Pollack, actor, producător și regizor american, laureat al Premiului Oscar
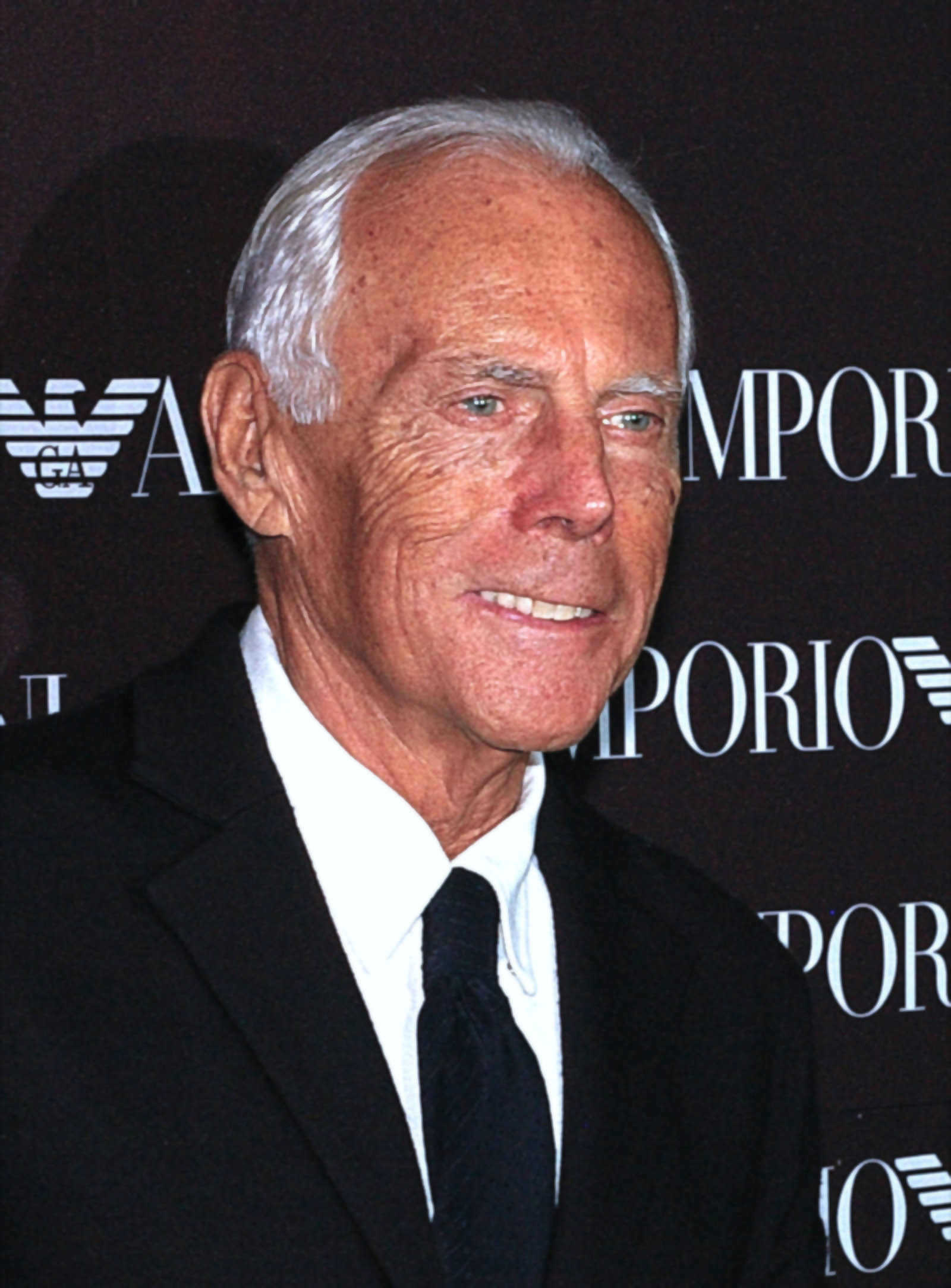
Giorgio Armani, designer vestimentar italian
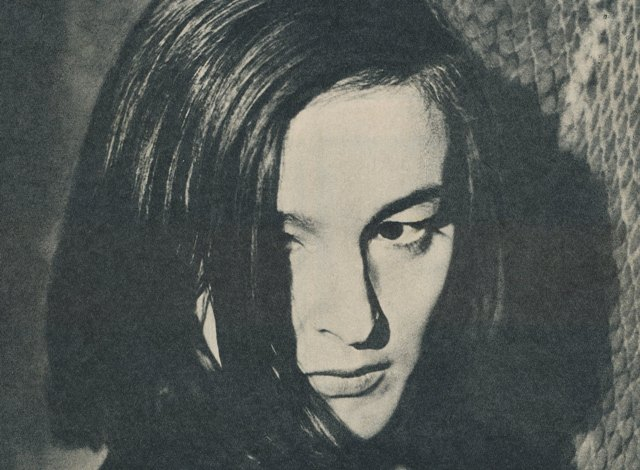
Leopoldina Bălănuță, actriță română de film, teatru, televiziune, scenă, radio și voce
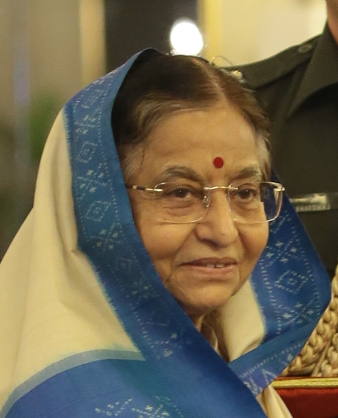
Pratibha Kumari Patil, politiciană și activistă indiană, al 12-lea președinte a Indiei

- 1 iulie: Sydney Pollack, actor, producător și regizor american, laureat al Premiului Oscar (1985), (d. 2008)
- 11 iulie: Giorgio Armani, designer vestimentar italian

### August
- 22 august: Norman Schwarzkopf, comandant și general de armată american în Războiul din Vietnam (d. 2012)

### Septembrie
- 20 septembrie: Sophia Loren (n. Sofia Villani Scicolone), actriță italiană de film
- 20 septembrie: Marian Hudac, actor român de film și teatru (d. 1996)
- 24 septembrie: Maria Pia de Bourbon-Parma, fiica regelui Umberto al II-lea al Italiei
- 27 septembrie: Boris Marian, scriitor rusofon din Republica Moldova, fost disident sovietic
- 28 septembrie: Brigitte Bardot (Brigitte Anne-Marie Bardot), actriță franceză de film

### Octombrie
- 4 octombrie: Mircea Albulescu (n. Iorgu Constantin V. Albulescu), actor român de teatru și film (d. 2016)
- 7 octombrie: Ulrike Meinhof, teroristă germană (d. 1976)
- 12 octombrie: Alexandru Zub, istoric român, membru corespondent al Academiei Române
- 20 octombrie: Împărăteasa Michiko, soția împăratului Akihito al Japoniei
- 27 octombrie: Sanda Toma, actriță de origine română (d. 2022)

### Noiembrie
- 9 noiembrie: Carl Edward Sagan, astronom și astrobiolog american (d. 1996)
- 12 noiembrie: Charles Manson, liderul cultului Familia și criminal american (d.2017)

### Decembrie
- 5 decembrie: Joan Didion, scriitoare americană (d. 2021)
- 10 decembrie: Leopoldina Bălănuță, actriță română de film, teatru, televiziune, radio, scenă și voce (d. 1998)
- 19 decembrie: Pratibha Kumari Patil, politiciană și activistă indiană, al 12-lea președinte a Indiei (2007-2012)
- 20 decembrie: George Apostu, sculptor român (d. 1986)
- 27 decembrie: Larisa Semionovna Latînina (n. Larîsa Semenivna Dîrii), atletă sovietică

## Decese

Ioan Cantacuzino, medic și microbiolog român, fondator al școlii românești de imunologie și patologie experimentală
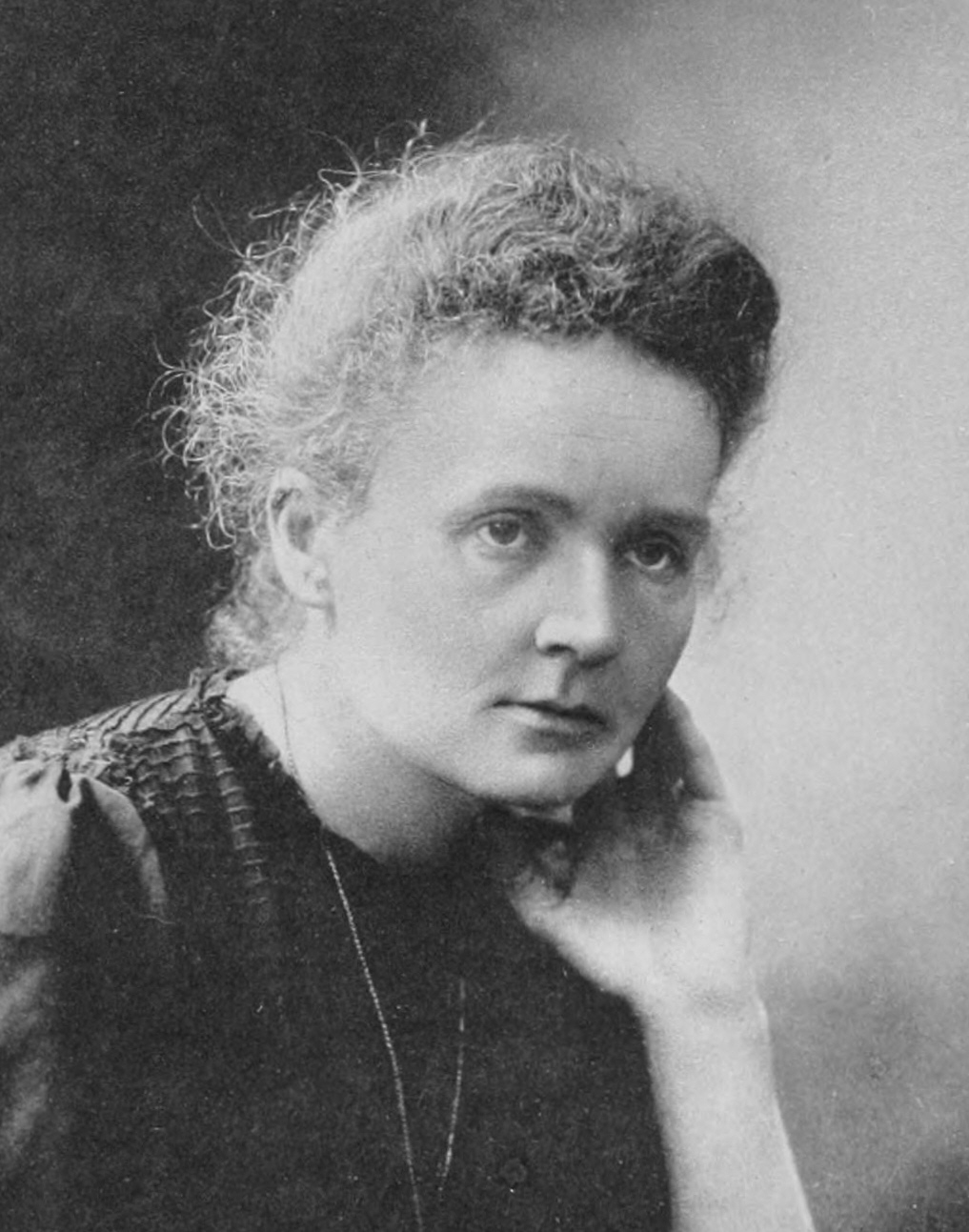
Marie Curie, savantă poloneză stabilită în Franța, dublu laureată al Premiului Nobel pentru ambele domenii științifice diferite (fizică și chimie)
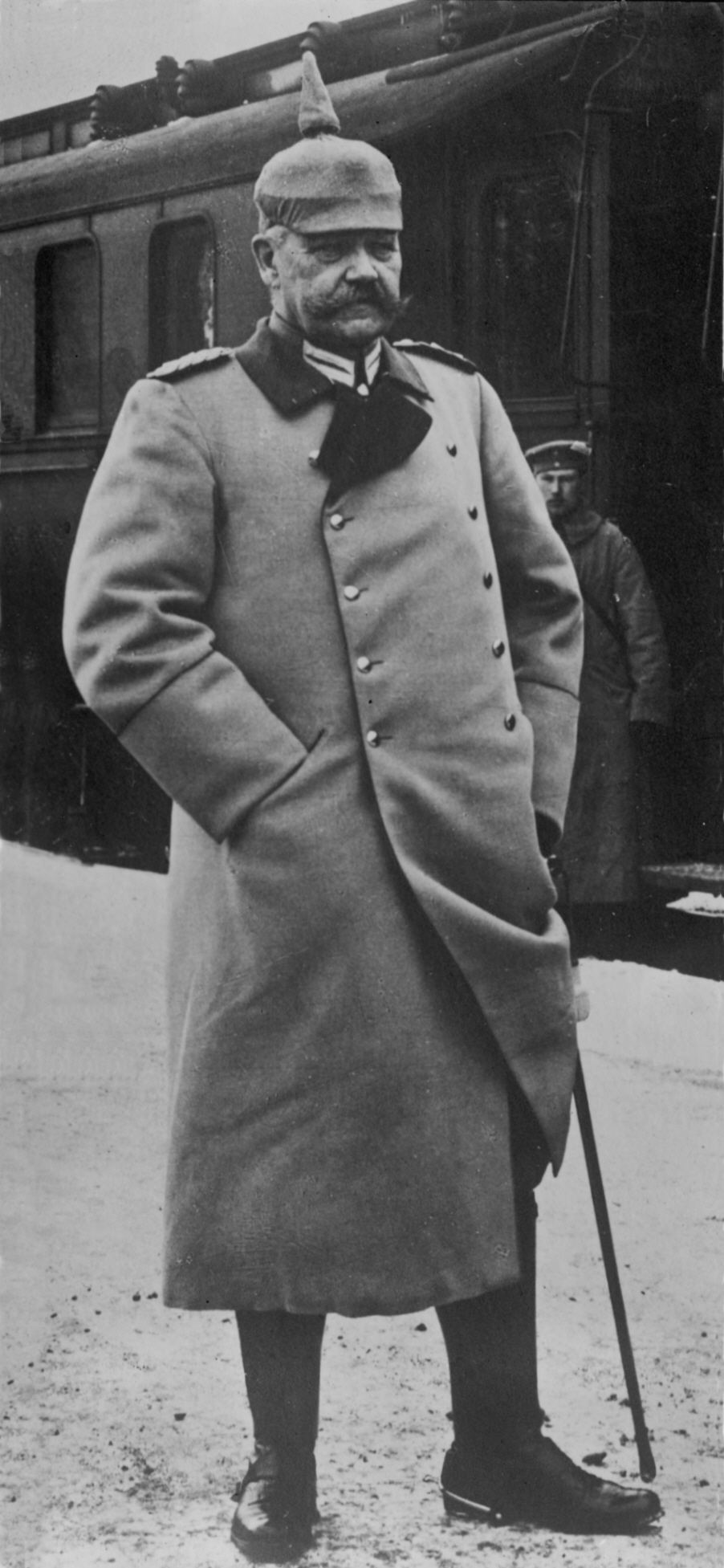
Paul von Hindenburg, militar și politician german, al 2-lea președinte al Republicii de la Weimar
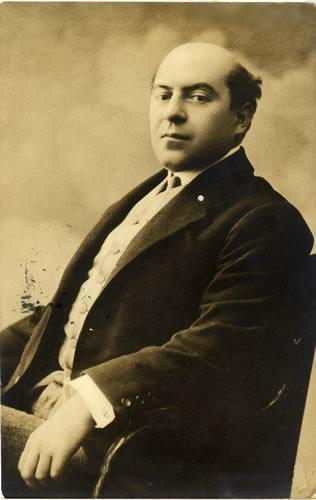
Cincinat Pavelescu, poet și epigramist român

- 14 ianuarie: Ioan Cantacuzino, 71 ani, medic și microbiolog român, fondator al școlii românești de imunologie și patologie experimentală, profesor universitar și membru al Academiei Române (n. 1863)
- 23 ianuarie: László Székely, 56 ani, arhitect maghiar (n. 1877)
- 29 ianuarie: Fritz Haber, 65 ani, chimist german, laureat al Premiului Nobel  (n. 1868)
- 16 februarie: Ștefan Cicio Pop, 68 ani, politician român, ministru de externe (1920), (n. 1865)
- 17 februarie: Albert I al Belgiei (n. Albert Léopold Clément Marie Meinrad), 58 ani, rege al Belgiei (1909-1934), (n. 1875)
- 1 mai: Paul Zarifopol, 59 ani, teoretician literar, istoric, critic literar român (n. 1874)
- 4 iulie: Marie Curie (n. Maria Salomea Skłodowska), 66 ani, savantă poloneză stabilită în Franța, dublu laureată al Premiului Nobel pentru ambele domenii științifice diferite (fizică și chimie) (n. 1867)
- 2 august: Paul von Hindenburg (Paul Ludwig Hans Anton von Beneckendorff und von Hindenburg), 86 ani, militar și politician german, al 2-lea președinte al Republicii de la Weimar (1925-1934), (n. 1847)
- 21 august: Ion Rusu Abrudeanu, 63 ani, publicist, om politic, deputat (1920-1930) și senator român (1931-1932), (n. 1870)
- 9 octombrie: Jean Louis Barthou, 72 ani, om politic francez (n. 1862)
- 9 octombrie: Alexandru I al Iugoslaviei, 45 ani, rege al Iugoslaviei (1921-1934), (n. 1888)
- 15 octombrie: Raymond Poincaré, 74 ani, președinte al Franței (1913-1920), (n. 1860)
- 17 octombrie: Santiago Ramón y Cajal, 82 ani, medic spaniol, laureat al Premiului Nobel (1906), (n. 1852)
- 30 noiembrie: Cincinat Pavelescu, 62 ani, poet și epigramist român, autor de romanțe, lieduri, cantilene, serenade și madrigale (n. 1872)
- 1 decembrie: Serghei Kirov (n. Serghei Mironovici Kostrikov), 48 ani, revoluționar bolșevic, lider comunist sovietic (n. 1886)
- Nicolae Sinescu, General din Primul Război Mondial(n. 1865)(d. nedatat)

## Premii Nobel
- Fizică: O treime din premiul in bani a fost alocat Fondului Principal, iar celelalte două treimi au fost alocate Fondului Special aferent acestei categorii
- Chimie: Harold Clayton Urey (SUA)
- Medicină: George Hoyt Whipple, George Richards Minot, William Parry Murphy (SUA)
- Literatură: Luigi Pirandello (Italia)
- Pace: Arthur Henderson (Regatul Unit)